# 神戸市教育委員会
神戸市教育委員会（こうべしきょういくいいんかい）は、兵庫県神戸市中央区東川崎町1丁目3-3、神戸ハーバーランドセンタービル4階に拠点を置く、神戸市の組織。神戸市内の教育に関連した調査などを行う行政委員会である。

## 概要
事務局組織は総務課・監理室・教職員人事課・教職員給与課・学校経営支援課・学校環境整備課・健康教育課・学びの推進課・特別支援教育課・児童生徒課がある。
2025年度、組織改正に伴い、従来の局ー部ー課制から、一部市長部局でも導入されている「局ー課」制に変わる。(予定)

## 事案

### 共通制服導入の議論
2021年6月、神戸市教育委員会が市立中学校向けの共通モデル制服、「神戸モデル標準服」のデザイン案を公表した。導入するかの判断は各学校の判断だがブレザー型で神戸タータンを用いた4パターンの中から一番票数が多かったものになる。その後投票を受けて「C案」を基本とし今後サウンディング調査（対話型市場調査）を行う。導入の経緯としてはこれまでの各校で導入されてきた制服の高騰及び全国の中学校、高校で議論されるようになってきた性の多様性である。

### 大谷グローブの活用提案
2023年12月、大谷翔平が日本全国の小学校にグローブを寄贈したことを受けて、市内各校に大谷グローブ活用方法として11の提案をメールで送信した。その内容は、「キャッチボールイベントを開催する」、「運動場にキャッチボールコーナーを設け、学年ごとに時間を決めて使う」、「放課後に貸し出す」、「体育委員会などで使い方を決める」、「上級生が下級生に使い方を教える」、「道徳や特別活動の題材にする」、「学習用のパソコンでグローブを使う様子を撮影し、保護者に見せる」などであった。

## 不祥事

### 組体操
2019年10月7日、同年8月末以降、組体操の練習中に児童や生徒51人が負傷、うち6人が骨折したと発表した。市内では前年度までの3年間に123件の骨折事故が起きており、久元喜造神戸市長が見合わせを要請していたが、教育委員会は「一体感や達成感が得られる演目だ」、「すでに練習を始めた学校もある」などとして継続していた。

### 教員によるハラスメント
2019年10月4日、須磨区の市立小学校に勤務していた20代の男性教員が2018年以降、複数の同僚（先輩）教員から学校内外で身体的な暴力暴言、性的ないやがらせなどを内容とするハラスメント行為が行われていたことが判明したと発表した。教育委員会は同時に当該の20代男性教員のほかにも3人の20代教員も暴言やセクシャルハラスメントを受けていたと発表。加害側の教員らは、制度上は有給休暇を取らせている状況であるなどの説明もなされたほか、これらの件に関する人事異動や関係者の処分については今後事実に基づき厳正に対応することが報告された。2020年2月10日、神戸市教育委員会会議にて市教委総務課で会議の調整役を務めていた39歳男性係長が、橋から飛び降りて死亡したことが報告された。当事案発生後、会議の増加により負担が大きくなったことが原因とみられている。